# Алфенас (микрорегион)

Алфенас на карте.

Алфенас (порт. Microrregião de Alfenas) — микрорегион в Бразилии, входит в штат Минас-Жерайс. Составная часть мезорегиона Юг и юго-запад штата Минас-Жерайс. Население составляет 225 356	человек (на 2010 год). Площадь — 4991,634	 км². Плотность населения — 	45,15	 чел./км².

## Демография
Согласно сведениям, собранным в ходе переписи 2010 г. Национальным институтом географии и статистики (IBGE), население микрорегиона составляет:						
| Полное население                             | Полное население                             | Полное население                             | Полное население                             | 225 356 |
| -------------------------------------------- | -------------------------------------------- | -------------------------------------------- | -------------------------------------------- | ------- |
| в том числе:                                 | Городское население                          | 184 501                                      | Процент городского населения, %              | 81,87   |
|                                              | Сельское население                           | 40 855                                       | Процент сельского населения, %               | 18,13   |
|                                              | Мужское население                            | 112 880                                      | Процент мужского населения, %                | 50,09   |
|                                              | Женское население                            | 112 476                                      | Процент женского населения, %                | 49,91   |
| Плотность населения, чел/км²                 | Плотность населения, чел/км²                 | Плотность населения, чел/км²                 | Плотность населения, чел/км²                 | 45,15   |
| Население микрорегиона в % к населению штата | Население микрорегиона в % к населению штата | Население микрорегиона в % к населению штата | Население микрорегиона в % к населению штата | 1,15    |

## Статистика
- Валовой внутренний продукт на 2003 год составляет 1 288 503 581,00 реалов (данные: Бразильский институт географии и статистики).
- Валовой внутренний продукт на душу населения на 2003 год составляет 5854,69 реалов (данные: Бразильский институт географии и статистики).
- Индекс развития человеческого потенциала на 2000 год составляет 0,792 (данные: Программа развития ООН).

## Состав микрорегиона
В составе микрорегиона включены следующие муниципалитеты:
1. Алфенас
2. Алтероза
3. Ареаду
4. Карму-ду-Риу-Клару
5. Карвальополис
6. Консейсан-да-Апаресида
7. Дивиза-Нова
8. Фама
9. Машаду
10. Парагуасу
11. Посу-Фунду
12. Серрания